# Cien
Cien o ciento (100) es el número natural que sigue al noventa y nueve y precede al ciento uno. También se escribe 10² (diez elevado al cuadrado) en notación científica, esto es, diez veces diez. Los prefijos típicos para «ciento», en el SI, son hecto- y cent(i)-.

## Propiedades matemáticas
- Es un número compuesto, que tiene los siguientes factores propios: 1, 2, 4, 5, 10, 20, 25 y 50. Como la suma de sus factores es 117 > 100, se trata de un número abundante.
- Es la fundación del sistema de porcentajes.
- Es la suma de los primeros nueve números primos (2, 3, 5, 7, 11, 13, 17, 19, 23).
- Es un número octadecagonal.
- Es un número de Leyland ya que 6² + 26 = 100.
- Es un número de Harshad.
- 100 es el cuadrado de 10.

## Características
- 100 es el número atómico del fermio, un actínido.
- Es la temperatura en grados Celsius a la cual el agua hierve a nivel del mar.
- F-100 Super Sabre, avión de combate supersónico.
- El número de años en un siglo.
- El número de divisiones de la mayoría de las divisas del mundo. Por ejemplo, un euro se divide en 100 céntimos, una libra esterlina en 100 peniques, un dólar en 100 centavos.
- Está presente en el refrán Quien hace un cesto hace ciento y en Más vale pájaro en mano, que ciento volando.
- Coloquialmente se usa «cientos» para expresar abundancia de algo.